# Vera Kottek
Vera Kottek-Bazzi (* 1. April 1963 in Korneuburg; † 18. Jänner 2015 in der Schweiz) war eine österreichisch-schweizerische Tischtennis-Spielerin. Sie nahm vier Mal an Weltmeisterschaften teil und wurde Seniorenweltmeister im Doppel.

## Leben
Die Abwehrspielerin Kottek spielte bis 1991 bei ihrem Heimatverein UNION Sparkasse Korneuburg. In dieser Zeit gewann sie bei den nationalen Meisterschaften Österreichs fünf Titel: 1986 im Doppel mit Sissy Rudolecky, 1988 im Doppel mit Barbara Wiltsche, 1989 im Einzel sowie 1991 im Doppel mit Barbara Wiltsche und im Mixed mit Peter Raidl. Viermal vertrat sie Österreich bei Weltmeisterschaften, nämlich 1983, 1987, 1989 und 1991, dreimal bei Europameisterschaften, nämlich 1986, 1990 und 1992. In die Nähe von Medaillenrängen kam sie dabei nicht.
1991 heiratete Kottek den Schweizer Reto Bazzi und nahm dessen Namen an. Sie übersiedelte in die Schweiz und war fortan für dieses Land spielberechtigt. Hier spielte sie für die Vereine TTC Wettstein Basel, Aarberg, TTC Neuhausen und TTC Belp. Bei den Schweizer Meisterschaften gewann sie 1993, 1994, 1998, 2003 und 2006 im Einzel, 1993 und 1994 im Doppel mit Barbara Höfliger sowie 1993 im Mixed mit Thierry Miller. Im Dezember 2006 führte sie die Schweizer Rangliste auf Platz eins an.
Später begann sie Seniorenturniere zu spielen. Dabei gewann sie bei der Seniorenweltmeisterschaft 2008 in der Altersklasse Ü40 im Doppel mit Galyna Yenenko (Ukraine) die Goldmedaille. Weitere Erfolge als Seniorin:
- 2005: Senioreneuropameisterschaft Ü40: Platz drei im Einzel, Silber im Doppel mit Larisa Farina (Russland)
- 2006: Senioren-Weltmeisterschaft Ü40: Platz drei im Einzel
- 2010: Senioren-Weltmeisterschaft Ü40: Platz drei im Einzel und im Doppel mit Guo Gang Ru (China)
- 2013: Senioreneuropameisterschaft Ü50: Platz zwei im Einzel.

Vera Kottek hatte zwei Töchter und lebte in Toffen. Sie war die Schwester des Musikers Hannes Kottek.

## Turnierergebnisse
| Verband | Veranstaltung     | Jahr | Ort        | Land | Einzel     | Doppel       | Mixed      | Team |
| ------- | ----------------- | ---- | ---------- | ---- | ---------- | ------------ | ---------- | ---- |
| AUT     | Weltmeisterschaft | 1991 | Chiba City | JPN  | letzte 64  | Qual         | letzte 128 | 29   |
| AUT     | Weltmeisterschaft | 1989 | Dortmund   | FRG  | letzte 64  | keine Teiln. | letzte 32  | 20   |
| AUT     | Weltmeisterschaft | 1987 | New Delhi  | IND  | letzte 128 | letzte 64    | letzte 32  | 31   |
| AUT     | Weltmeisterschaft | 1983 | Tokio      | JPN  | Qual       | Qual         | Qual       | 16   |